# Themos mayi
Themos mayi – gatunek błonkówki  z rodziny obnażaczowatych i podrodziny Dielocerinae.

## Taksonomia
Gatunek ten opisany został po raz pierwszy w 2003 roku przez Davida R. Smitha i Daniela H. Janzena na łamach „Journal of Hymenoptera Research”, na podstawie sześciu samic wyhodowanych z larw przedostatniego stadium, pozyskanych z okolic biologicznej stacji badawczej Cacao na terenie obszaru chronionego Guanacaste w Kostaryce. Większość materiału typowego, w tym holotyp pozyskano w 2000 roku, ale jeden z paratypów odłowiono w 1988 roku. Epitet gatunkowy nadano na cześć Philipa F. Maya, w uznaniu jego wsparcia dla stacji badawczej.

## Morfologia
Samica osiąga od 11 do 12 mm długości ciała. Głowę ma żółtą z czarnymi czułkami i wierzchołkami żuwaczek. Długość czułków jest nieco większa od szerokości głowy. Stosunek odległości między oczami złożonymi mierzonej w dolnej części twarzy a długości tychże oczów wynosi 1:0,6. Z kolei stosunki odległości między od oka złożonego do tylnego przyoczka, między tylnymi przyoczkami i od tylnego przyoczka do tylnej krawędzi głowy mają się jak 9:5:9. Ubarwienie tułowia jest żółte. Przednie skrzydła są czarne w części nasadowej (do nasady komórki medialnej), czarne z żółtą przepaską w części wierzchołkowej oraz przezroczyste między tymi częściami. Przetchlinka jest żółta w nasadowych ⅔ i czarna w wierzchołkowej ⅓. Żyłki na części żółtej są żółte, a na części ciemnej czarne. Skrzydła tylne są przezroczyste z wyjątkiem czarnej nasadowej ⅓. Odnóża mają żółte uda, czarno-żółte golenie i czarne stopy z żółtą częścią wewnętrzną wierzchołkowego członu. Odwłok jest żółty z czarnym wierzchołkiem osłonki pokładełka. Osłonka ta jest krótka, szeroka, w widoku grzbietowym jednolitej szerokości i o tępym szczycie, a widoku bocznym o prostym wierzchołku.

## Ekologia i występowanie
Owad ten znany jest wyłącznie z obszaru chronionego Guanacaste w Kostaryce. Jest występującym najdalej na północy przedstawicielem neotropikalnego rodzaju Themos. Stwierdzono go na rzędnych między 1000 a 1400 m n.p.m.
Jedyną znaną rośliną żywicielską larw tego gatunku jest Meliosma idiopoda z rodziny sabiowatych.